# Orikum
Orikum (albanisch auch Orikumi) ist ein Ort in Südalbanien, der zur Gemeinde (bashkia) Vlora gehört. Der Ort liegt rund 15 Kilometer südlich von Vlora. 
Bis 2015 war Orikum eine eigenständige Bashkia, seither ist es eine Njësia administrative (Verwaltungseinheit) der Bashkia Vlora. Das Gebiet der Njësia administrative umfasst 314 Quadratkilometer am südlichen Ende der Bucht von Vlora, von wo aus es sich nach Süden ins Hinterland bis zum Llogara-Pass erstreckt. Auch die Halbinsel Karaburun gehört dazu. Nebst der Stadt Orikum zählen auch die Dörfer Radhima, Tragjas, Dukat i Ri und Dukat i Vjetër zur Njësia administrtive – insgesamt eine Bevölkerung von 4297 Einwohnern (Volkszählung 2023). Das ist ein deutlicher Rückgang im Vergleich zu 2011 mit 5500 Einwohnern.

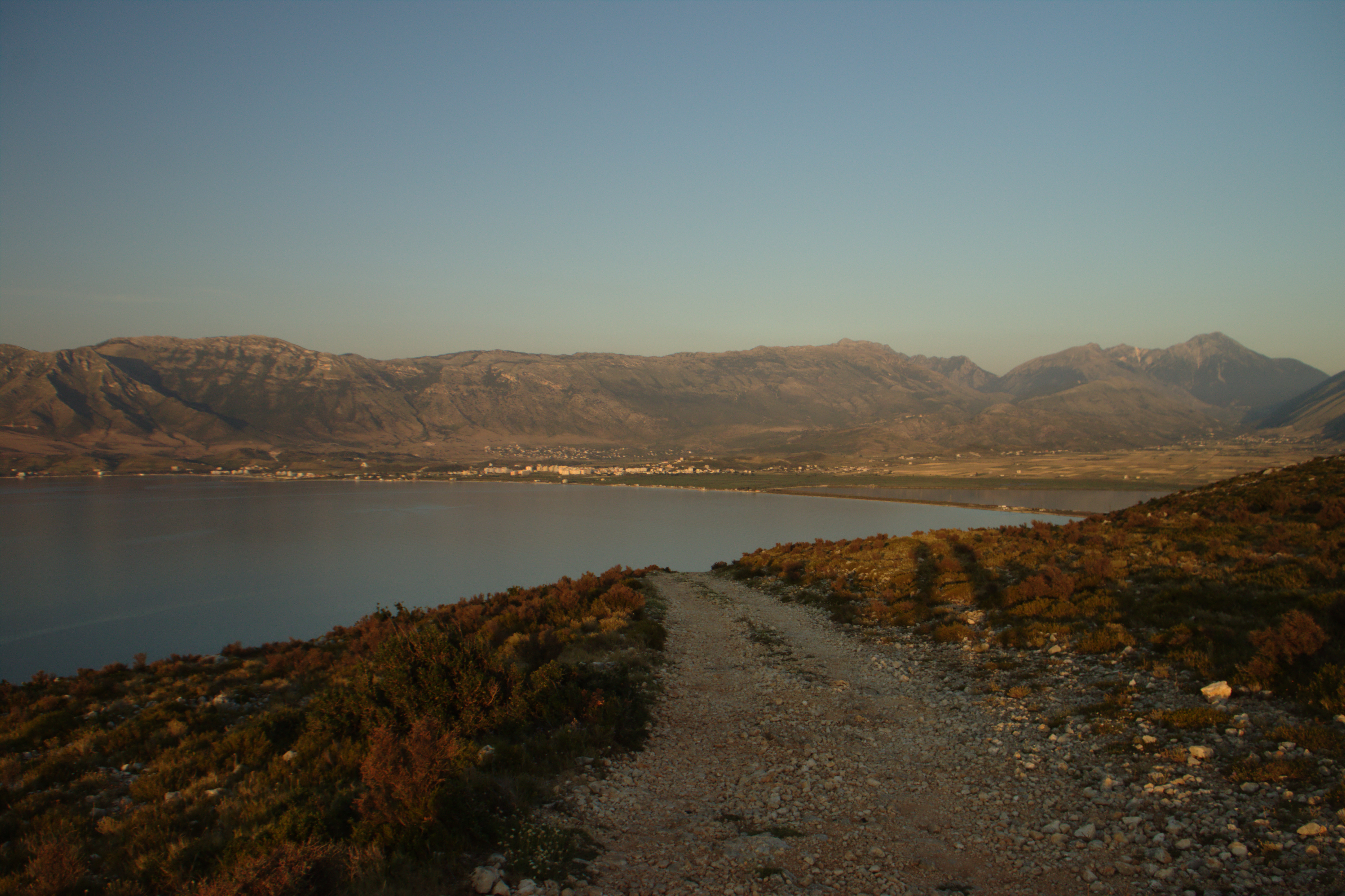
Südliches Ende der Bucht von Vlora mit Orikum und den dahinterliegenden Bergen

Der Ort Orikum liegt am Südostende der Bucht etwa einen Kilometer vom Ufer entfernt. Hier leben fast die Hälfte der Einwohner. Die Nationalstraße 8 (SH 8) passiert den Ort am östlichen Ortsrand und führt von Vlora her kommend weiter nach Himara und Saranda. Von Orikum bis zum Bergdorf Dukat sind es über elf Kilometer. In die andere Richtung ist Radhima über fünf Kilometer vom Zentrum der Gemeinde entfernt.

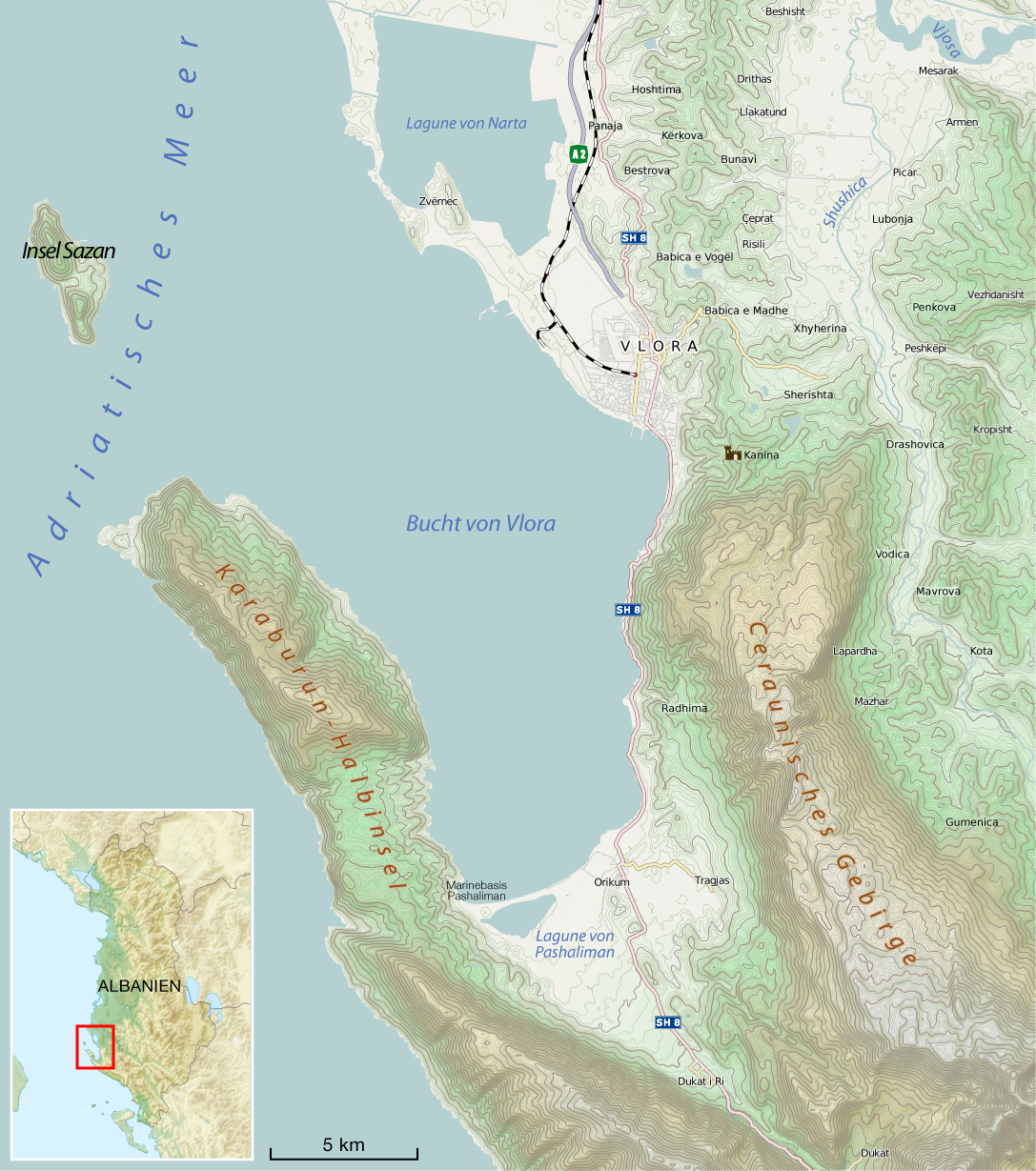
Karte der Bucht von Vlora mit Orikum am Südende

Die Strände an der Bucht von Vlora und die Stadt haben sich in den letzten Jahren rasant touristisch entwickelt. Es sind zahlreiche Hotels, Appartementhäuser, Restaurants und eine Marina errichtet worden. Das übrige Gemeindegebiet ist sehr ländlich und gebirgig. In der Maja e Çikës ganz im Süden wird mit 2045 m ü. A. der höchste Punkt erreicht. Weite Teile der Gemeinde stehen unter Naturschutz, so zum Beispiel der Nationalpark Llogara. Am Rand der Bucht befinden sich eine bedeutende Lagune.
Im Südwesten der Bucht befindet sich die Marinebasis Pashaliman, einer der beiden Hauptstützpunkte der albanischen Marine. Heute werden dort Schiffe für die albanische Marine gebaut. Pashaliman, türkisch für Hafen des Paschas, wird schon seit Jahrtausenden als Hafen genutzt. Im Kalten Krieg war er vorübergehend sowjetischer Marinestützpunkt – der einzige im Mittelmeerraum. 
Auf dem Gebiet der Militärbasis liegt das antike Oricum. Die griechische Kolonie lag auf einem kleinen Hügel direkt am Meer mit Akropolis und Theater. Die Ausgrabungen im Archäologiepark Oricum sind aktuell für Besucher – insbesondere für Ausländer – nur schwer zugänglich, da sie sich innerhalb der Marinebasis befinden.
Südwestlich vom Ort liegt abgelegen die Kirche von Marmiroi. Der kleine Bau auf einer Anhöhe inmitten eines Sumpfes wird zum Teil auf das frühe 10. Jahrhundert, in anderen Quellen auf das 13. Jahrhundert datiert. Im Dorf Dukat befinden sich die Türme des Derwisch Ali, bei Tragjas die Burg von Gjon Boçari, eine rechteckige Festung von 30 auf 18 Metern aus dem 17. Jahrhundert mit zwei Ecktürmen.